# SNCF BB 27300
De SNCF BB 27300 locomotieven zijn een serie van 67 elektrische locomotieven, gebouwd door Alstom als onderdeel van de "Prima"-reeks. Ze zijn geschilderd in de blauw-witte kleurstelling van Transilien, de merknaam van de SNCF voor voorstadstreinen rond Parijs, en vormen de passagiersversie van de vrachtlocomotief klasse BB 27000. Ze zijn bedoeld om trek-duwdiensten te verzorgen in combinatie met VB2N-treinstammen.

## Bestellingen
De eerste bestellingen van 60 locomotieven werd aangekondigd in 2004, en na het testen van de eerste twee locomotieven in 2005 werden de locomotieven geleidelijk geleverd sinds 2008. Vervolgorders van vijf en twee locomotieven werden respectievelijk geplaatst. De locomotief zijn genummerd van BB 27301 tot BB 26368, waarbij op de locomotief het materieelnummer wordt voorafgegaan door een 8, om binnen het administratief systeem van de SNCF aan te duiden dat het materieel dienstdoet binnen de regio Île-de-France.

## Gebruik
De eerste locomotieven gingen in dienst in 2006 op voorstedelijke treinen uit Paris-Montparnasse. Voor de huidige inzet op deze lijn N zijn 23 locomotieven nodig, die vanuit Paris-Montparnasse rijden naar Dreux, Mantes-la-Jolie en Rambouillet. De komst van deze locomotieven heeft het einde betekend voor oudere BB 8500 en BB 25500 locomotieven op de lijn. Daarnaast worden 42 locomotieven vanuit Paris Saint-Lazare ingezet voor de lijn J-treinen naar Poissy, Mantes-la-Jolie, Pontoise, Gisors en Ermont Eaubonne. Hier betekende de levering van deze locomotieven het einde van de locomotieven type BB 8500 en BB 17000.

## Toekomst
Het gebruik van BB 27300 locomotieven op voorstedelijke diensten voor reizigersvervoer is een tijdelijke maatregel. De verwachting is dat ze ergens na 2025 zullen worden vervangen door nieuwe elektrische treinstellen. Wanneer dit gebeurt zullen de locomtieven waarschijnlijk verhuizen naar SNCF Fret (de goederenafdeling van de SNCF), waar ze de technisch vergelijkbare BB 27000 locomotieven zullen versterken.